# Battaglia Terme
Battaglia Terme är en ort och kommun i provinsen Padova i regionen Veneto i Italien. Kommunen hade 3 885 invånare (2018).